# Nicola Fratoianni

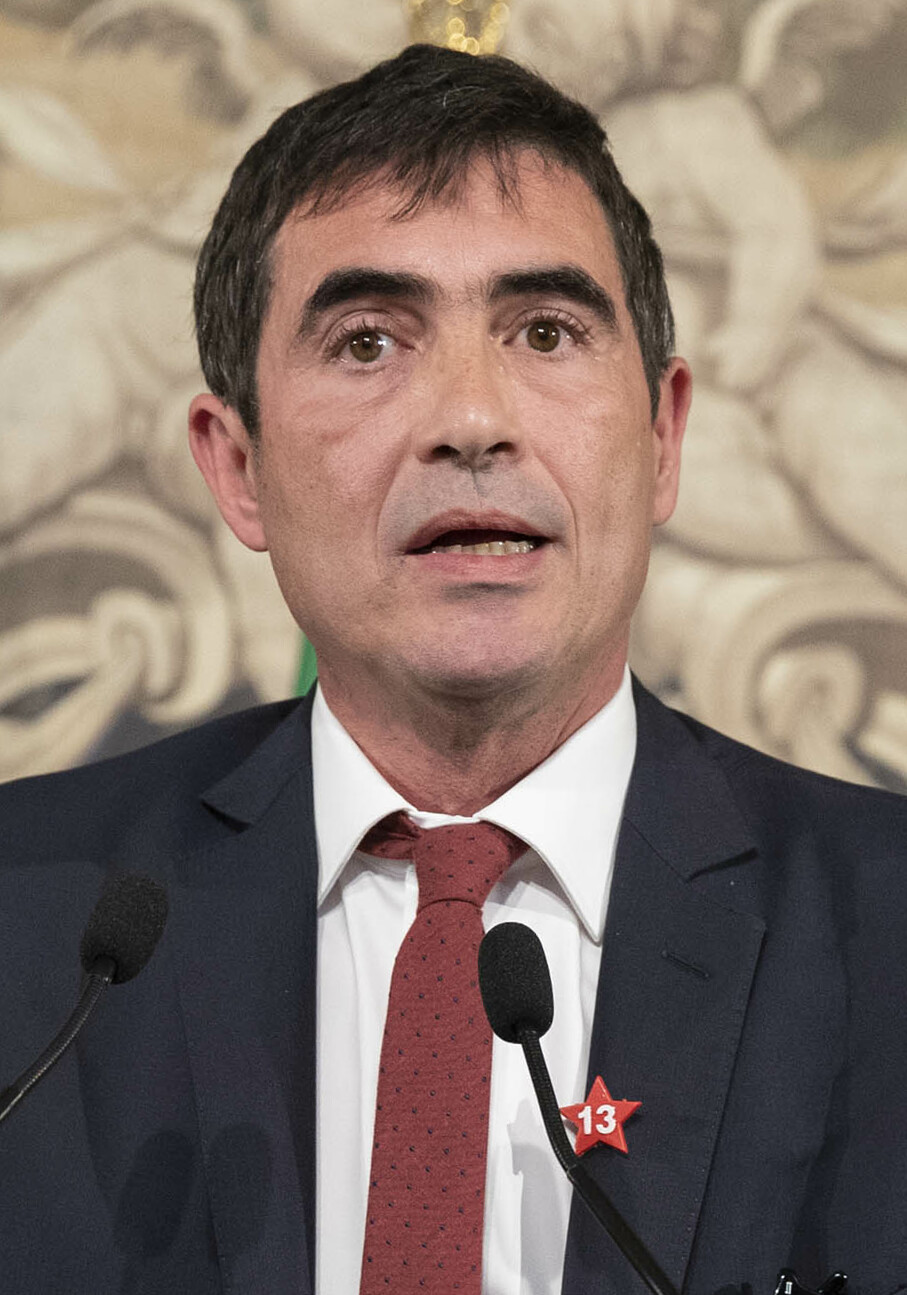
Nicola Fratoianni (2022)

Nicola Fratoianni (* 4. Oktober 1972 in Pisa) ist ein italienischer Politiker. Er ist Vorsitzender der italienischen Linkspartei Sinistra Italiana.

## Leben
Fratoianni studierte Literatur und Philosophie an der Universität Pisa. Seit 2013 lebt er mit seiner Frau und seinem Sohn in Foligno in der Region Umbrien.

## Politik

### Anfänge
Erste politische Erfahrungen machte Fratoianni in der italienischen Studentenbewegung. In frühen Jahren trat er bereits der Partito della Rifondazione Comunista bei. 1997 wurde er Mitglied des nationalen Sekretariats der Giovani Comunisti (Junge Kommunisten), der Jugendorganisation seiner Partei. Seit 2002 war er dann deren nationaler Koordinator, und seit 2004 Regionalsekretär der Mutterpartei in Apulien.

### Gründung der Sinistra Ecologia Libertà
Im Jahre 2009 verließ Fratoianni die Rifondazione Comunista und gehörte zu den Gründern der Sinistra Ecologia Libertà. 2010 wurde er Assessor des apulischen Regionalrats und war zuständig für Jugendpolitik und Einwanderung.
2013 kandidierte er bei den Parlamentswahlen für die Abgeordnetenkammer. Die SEL errang 3,2 % der Stimmen und Fratoianni zog ins Parlament ein. Dort war er Mitglied der Kommission für Kultur, Bildung, Forschung und Entwicklung sowie ab Oktober 2014 Mitglied der Kommission für die Leitung und Überwachung der Radio- und Fernsehdienste. 2014 wurde er nationaler Koordinator der Sinistra Ecologia Libertà.
2017 ging die SEL in die italienische Linkspartei Sinistra Italiana über, deren nationaler Sekretär Fratoianni seitdem ist. 2018 und 2022 zog er über die Liste Liberi e Uguali erneut ins italienische Parlament ein. 2018 nahm er an mehreren Missionen im Mittelmeer an Bord der Seenotrettungsprojekte Open Arms und Mare Jonio teil.
Bei der Europawahl 2024 erreichte seine Partei im Bündnis mit der Europa Verde mit 6,79 % ihr bisher bestes Ergebnis.